# Zopherus nodulosus
Zopherus nodulosus es una especie de coleóptero o escarabajo de la familia Zopheridae.
Mide 14.1-29.4 mm. Se encuentra  en México y en el sur de Texas, Estados Unidos.